# Company Flow
Company Flow war eine US-amerikanische Hip-Hop-Formation aus New York City. Sie war von 1997 bis etwa 2000 eine der treibenden Kräfte des Independent Hip-Hop um den Rapper und Produzenten El-P, seinen Co-MC Bigg Jus und den DJ und Produzenten Mr Len. Auf sie lässt sich auch der Ausruf Independent as fuck zurückführen.

## Geschichte
Funcrusher Plus ist ihr 1997 auf Rawkus Records veröffentlichtes Debütalbum. An dem 19 Songs starken Longplayer wirkten unter anderem Black Mesa: Source (BMS), J-Treds & The Brewin From The Juggaknots mit. Von der lyrischen und visuellen Konzeption handelt es sich hierbei um ein Oldschool-Album. Die musikalische Zusammensetzung hingegen ging einen Schritt weiter, indem sie teils orientalische und großstädtische Einflüsse aufnahm und verarbeitete.

## Diskografie
Alben
- 1997: Funcrusher Plus (Rawkus Records)
- 1999: Little Johnny From The Hospitul (Breaks And Instrumentuls Vol. 1) (Rawkus Records)

EPs
- 1995: Funcrusher EP (Official)

Singles
- 1994: Juvenile Technique (Libra Records)
- 1996: Infokill (Official)
- 1996: 8 Steps To Perfection (Official)
- 1997: Blind (Rawkus Records)
- 1998: End To End Burners Episode 1 (Rawkus Records)
- 2000: Iron Galaxy / DPA (As Seen On T.V.) (Zusammen mit Cannibal Ox; Definitive Jux)